# 東京国際大学の人物一覧
東京国際大学の人物一覧（とうきょうこくさいだいがくのじんぶついちらん）は、東京国際大学に関係する人物の一覧記事。

## 教職員
- 田尻嗣夫 - 学長。元・日本経済新聞記者。
- 露木茂 - 特命教授・客員教授。元フジテレビアナウンサー
- 篠原三代平 -名誉教授。 経済学者、文化功労者
- 清川雪彦 - 経済学者
- 藤井榮一 - 経済学者
- 原彬久 - 政治学者
- 二階堂副包 -名誉教授。経済学者
- 詫摩武俊 - 名誉教授。心理学者
- 小此木啓吾 - 心理学者
- 東英弥 - 宣伝会議会長、早稲田大学客員教授
- 森まゆみ - 作家、エッセイスト、編集人
- 田辺洋二 - 言語学者
- 岡本清 - 名誉教授。会計学者
- 祇園寺信彦 - 教授。西洋史学者
- 渋谷哲也 - 准教授。ドイツ映画研究
- 妙木浩之 - 教授。精神分析学者、精神分析家
- マンリオ・カデロ - 特命教授。イタリア人。サンマリノの外交官
- 三浦瑠麗 - 特命教授・特任教授。国際政治学者、株式会社山猫総合研究所 代表。
- 白田佳子 - 特命教授。会計学者。元筑波大学教授。元日本学術会議経営学委員会委員長

## 出身者

### 政治
- 栗原渉 - 衆議院議員
- 笠原多見子 - 元衆議院議員、元岐阜県議会議員
- 山口和之 - 参議院議員、元衆議院議員、理学療法士
- 菊谷秀吉 - 北海道伊達市長、全国市長会副会長
- 吉田英男 - 神奈川県三浦市長
- 小栗仁志 - 岐阜県中津川市長
- 古田聖人 - 岐阜県笠松町長
- アキノリ将軍未満

### 行政
- 鷺谷大輔 - 国際協力機構（JICA）専門家 。
- 遠渡祐樹 - 第13代ブルーインパルス飛行隊長

### 財界
- 山本康二 - アリババマーケティング（現 グローバルパートナーズ）創業者社長、元光通信常務取締役
- 池田和穗 - 日清製粉副社長、日清フーズ会長
- 中野幸夫 - アルビレックス新潟社長
- 末川久幸 - 資生堂相談役
- 赤沼宏 - 川崎近海汽船社長
- 羽鳥成一郎 - 元エスエス製薬社長
- 西見雄一郎 - 鷺宮製作所社長、ルーズヴェルト・ゲームのモデルとなる
- 中野宏 - オンキヨー&パイオニア社長、ケンウッド元社長
- 富田直美 - ハウステンボスCTO、日本総合研究所理事、変なホテル立役者
- 堀尾則光 - 第一生命保険副社長
- 森田健司 - 藤倉コンポジット社長、フジクラ財団評議員
- 高橋将峰 - イーブックジャパン社長、ヤフー本部長
- 池田洋人 - 実業家、気象予報士、「tenki.jp」運営
- 畑野幸治 - 実業家、fundbook創業者・社長

### 研究者・学者
- 和泉伸一 - 上智大学外国語学部教授
- 稲垣誠一 - 一橋大学経済研究所教授
- 馬欣欣 - 　法政大学経済学部教授
- 中野泰志 - 慶應義塾大学経済学部教授
- 野坂祐子 - 大阪大学大学院教授
- 渡辺和則 - 二松學舍大学学長
- 青淵正幸 - 立教大学経営学部教授
- 園田明人 - 静岡県立大学国際関係学部教授
- 樋口晶彦 - 鹿児島大学教授
- 高埜健 - 　政治学者、熊本県立大学教授
- 犬塚正智 - 創価大学経営学部教授
- 水野治久 - 大阪教育大学教授
- 阿部哲也 - 東北福祉大学教授
- 松本弘 - 　大東文化大学国際関係学部教授
- 渡邊芳之 - 心理学者、国立帯広畜産大学教授
- 大川道代 - 青山学院大学准教授

### 文学
- 横山秀夫 - 小説家、代表作に「半落ち」、「クライマーズ・ハイ」、「臨場」など。
- 宇佐和通 - 翻訳家、ノンフィクション作家
- 高橋功一郎 - 漫画家
- キン・シオタニ - イラストレーター・文筆家

### マスコミ
- 菊地誠一 - BS朝日社長兼テレビ朝日取締役
- 安竜昌弘 - 日々の新聞社長
- 高橋美香 - フォトジャーナリスト

### 芸能
- 大槻ケンヂ - ミュージシャン、筋肉少女帯・特撮、作家（中退)
- 宮本浩次 - ミュージシャン、エレファントカシマシ
- 宇乃かつを - ミュージシャン、劇伴
- 安孫子真哉 - ミュージシャン、銀杏BOYZ
- 岩崎英則 - 作曲家、『ファイナルファンタジーシリーズ』など
- TOKU - ジャズシンガー、フリューゲルホルン奏者
- 関口祐加 - 映画監督
- 三宅弘城 - 俳優
- 生沼勇 - 俳優
- 沖田裕樹 - 俳優
- ミチ・ヤマト - 俳優、スタントマン
- 近藤雄介 - 俳優、声優
- 朝岡実嶺 - 女優
- 今津朋子 - 舞台女優
- 浪川大輔 - 声優
- U.K. - （楠雄二朗）ラジオDJ・タレント
- カブトムシゆかり - タレント
- 関谷友美 - お笑いタレント（ハナイチゴ）
- ショッカーO野 - 司会者、スタントマン、マネージャー
- 若王子耳夫 - ミュージシャン、人生・電気グルーヴ

### スポーツ
- 伊藤和雄 - プロ野球選手、元阪神タイガース投手
- グルラジャニ・ネイサン - プロ野球選手、現新潟アルビレックス・ベースボール・クラブ内野手
- 三浦克也 - プロ野球選手、読売ジャイアンツ投手
- 箭内翔太 - プロ野球選手、元徳島インディゴソックス投手（中退）
- 山﨑真彰 - プロ野球選手、元東北楽天ゴールデンイーグルス内野手（中退）
- 工藤泰成- プロ野球選手、阪神タイガース投手
- 大橋正芳 - 躰道選手
- 富居大樹 - サッカー選手、元湘南ベルマーレ
- 阿部正紀 - サッカー選手
- 今野太祐 - サッカー選手
- 楠本卓海 - サッカー選手、現藤枝MYFC
- 才藤龍治 - サッカー選手、現ブラウブリッツ秋田
- 川島將 - サッカー選手、現藤枝MYFC
- 古川雅人 - サッカー選手
- 古島圭人 - サッカー選手、元Y.S.C.C.横浜
- 進昂平 - サッカー選手、現AC長野パルセイロ
- 安東輝 - サッカー選手、現東邦チタニウムサッカー部
- 音泉翔眞 - サッカー選手、現ヴァンラーレ八戸
- 此村大毅 - サッカー選手、元ウタイターニー FC
- 佐川洸介  - サッカー選手、現ブラウブリッツ秋田
- 今平周吾 - プロゴルファー
- 伊藤達彦 - 陸上競技選手
- 佐藤晃一 - NBAミネソタ・ティンバーウルブズパフォーマンスディレクター、元ワシントン・ウィザーズ専属トレーナー

### その他
- リーサ・マーカウスキー - アメリカ合衆国上院議員（留学）
- 藤田孝典 - 社会福祉士、下流老人の名付け親
- 枝見太朗 - 福祉活動家